# Letland
Letland (Lets: Latvija), officieel de Republiek Letland (Lets: Latvijas Republika), is een land in Noordoost-Europa en een van de Baltische landen aan de Oostzee. 

## Beschrijving
Het land wordt begrensd door Estland in het noorden, Litouwen en Wit-Rusland in het zuiden, Rusland in het oosten en het deelt een zeegrens met Zweden in het westen. Letland, met 1.862.687 inwoners (juli 2021) en een oppervlakte van 64.589 km², behoort tot de minst- en dunstbevolkte landen van de Europese Unie. De hoofdstad van Letland is Riga, de officiële taal is het Lets en de munteenheid de euro (per 1 januari 2014, voorheen was het de Letse lats). Het land kent een gematigd landklimaat.
De Letten zijn een Baltisch volk en Lets is een Indo-Europese taal. Samen met de Fins-Oegrische Lijven vormen ze de oorspronkelijke bevolkingsgroepen van Letland. Het land is geografisch, qua oppervlakte en inwonersaantal het middelste van drie Baltische landen: Estland, Letland en Litouwen. Lets en Litouws zijn verwant als de enige twee nog levende Indo-Europese Baltische talen. Inheemse minderheidstalen zijn het Letgaals en het bijna uitgestorven Fins-Oegrische Lijfs, dat aan het Estisch verwant is. Letland en Estland delen een lange geschiedenis: het historische Lijfland, tijden van Baltisch-Duitse, Pools-Litouwse, Zweedse, Russische, nazi-Duitse en Sovjetoverheersing, 13e-eeuwse kerstening en de 16e-eeuwse protestantse Reformatie. In Letland is 26,9% van de bevolking etnisch Rus. Letland is overwegend protestants (evangelisch-luthers), met uitzondering van de regio Letgallen, die voornamelijk rooms-katholiek is. 
Letland is een democratische parlementaire republiek met een bestuurlijke indeling bestaande uit 109 gemeenten en 9 steden. Het land is onderverdeeld in vijf regio's: Riga (Rīga), Koerland (Kurzeme), Vidzeme, Semgallen (Zemgale) en Letgallen (Latgale). De Republiek Letland werd gesticht op 18 november 1918. Tussen 1940–1941 en 1945–1991 was het land bezet en geannexeerd door de Sovjet-Unie en tussen 1941-1945 door nazi-Duitsland. De geweldloze 'Zingende Revolutie' tussen 1987 en 1991 en de 'Baltische Weg'-demonstratie op 23 augustus 1989 leidden tot de onafhankelijkheid van de Baltische landen. Letland riep op 21 augustus 1991 zijn onafhankelijkheid uit en het herstel van zijn soevereiniteit.
Letland is lid van de Verenigde Naties, Europese Unie, Raad van Europa, NAVO, OESO, OVSE, Internationaal Monetair Fonds en de Wereldhandelsorganisatie, en is onderdeel van de Schengenruimte. Het land was lid van de Volkenbond (1921-1946) en onderdeel van de Baltische Vrijhandelszone (1994-2004). Letland is lid van de Oostzeeraad, de Noordse Investeringsbank en onderhoudt met Estland en Litouwen trilaterale Baltische samenwerking en Noordse-Baltische samenwerking. De Verenigde Naties kent Letland een Menselijke Ontwikkelingsindex (HDI) van 'zeer hoog' toe.

## Etymologie
De naam Latvija komt van de oude Letgallen, een van de vier Indo-Europese Baltische stammen, die samen met Koeren, Selen en Semgallen de etnische basis vormen voor de Letten.

## Geschiedenis

### Vroege geschiedenis

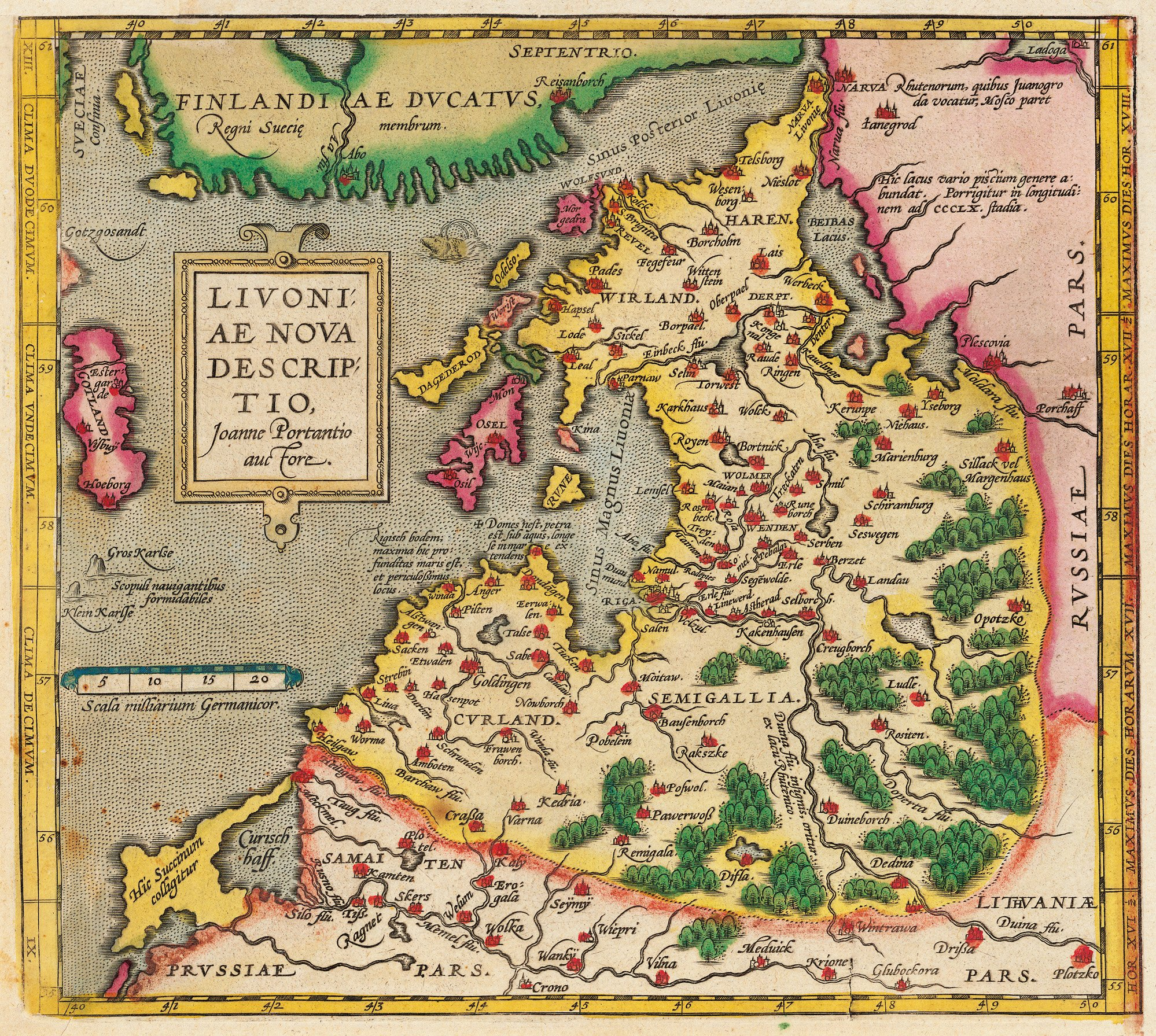
Kaart van Lijfland aan het eind van de 16de eeuw

Letland bleef tot de 12e eeuw onafhankelijk. Omstreeks 1200 werd het door Duitse ridders bezet, die het gebied in twee gewesten verdeelden: Koerland en Lijfland. De Duitsers brachten het christendom met zich mee en daarmee werd Letland een van de laatste Europese landen waarvan het volk gekerstend werd. Uit Duitsers die zich blijvend vestigden in Lijfland en Koerland ontstond de Baltisch-Duitse adel. Tot aan de onafhankelijkheid (1920) bleven zij als grootgrondbezitters de machtigste personen.
Na afloop van de Lijflandse Oorlog (1558-1583) viel Letland in handen van het Pools-Litouwse Gemenebest. Het hertogdom Koerland en Semgallen werd gevormd, evenals het hertogdom Lijfland dat nog een periode van Zweedse overheersing doormaakte. In dezelfde periode gingen de Letten van het katholicisme over naar het protestantisme.
Na de Grote Noordse Oorlog viel Lijfland in 1721 in Russische handen. In 1795 viel Pools-Koerland in handen van de Russen. Van juli tot december 1812 was Letland bezet door de Fransen. Nadien werd het Russisch gezag hersteld en waren Koerland en Lijfland semi-autonome hertogdommen. In 1817 werd het lijfeigendom afgeschaft. In 1889 verviel de autonomie van Lijf- en Koerland en voerden de Russen een russificatiepolitiek. 
De revolutie van 1905 bracht veel beroering onder de Letten en wakkerde het nationalisme aan. Letse marxisten van de Letse Sociaal-Democratische Arbeiderspartij vormden de meerderheid in de gemeenteraden, gevolgd door de nationalisten. Omstreeks 1906 was het Russisch gezag hersteld.

### Interbellum (1918-1940)

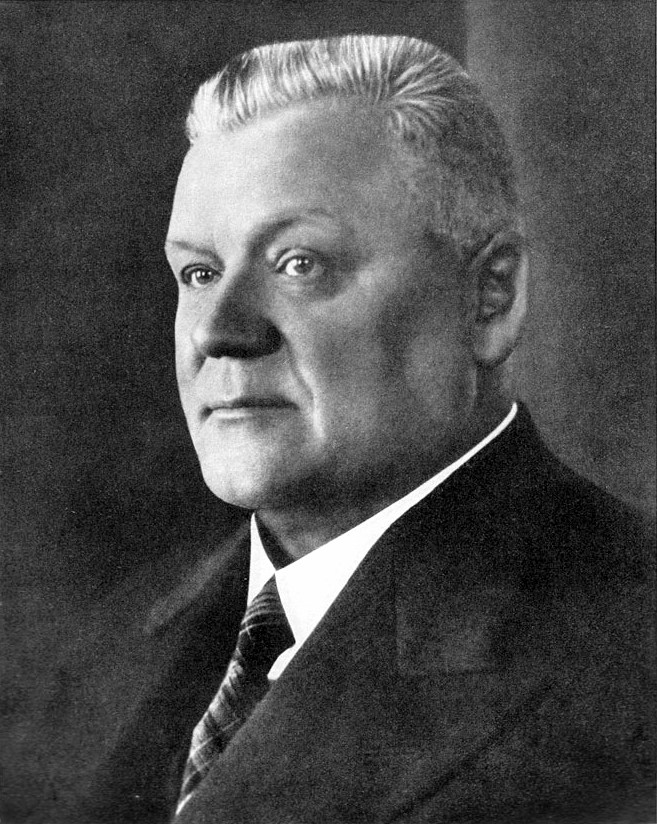
Karlis Ulmanis

In 1915, tijdens de Eerste Wereldoorlog (1914-1918) werd Letland door de Duitsers bezet. De Duitsers steunden het in januari 1918 opgerichte Voorlopig Nationaal Regeringscomité van de Letse nationalisten niet, zij steunden liever de Baltische-Duitse adel, die inlijving bij Duitsland voorstonden. In maart en in april 1918 verklaarden de door de Baltisch-Duitse adel gedomineerde landsraden van Koer- en Lijfland dat zij een personele unie met het Duitse keizerrijk wilden. In november 1918 kwam er een regentschapsraad. Onderwijl had de ondergronds Voorlopige Nationaal Regeringscomité onder leiding van Voldemars Zamuels de onafhankelijke republiek Letland uitgeroepen. Op 11 november 1918 capituleerde Duitsland en viel het Rode Leger Letland binnen. De Bolsjewieken installeerden een communistische regering. Met Duitse militaire steun wisten de Letse nationalisten de communisten te verdrijven. In mei 1919 werd Riga ingenomen door het Letse leger. In augustus 1920 kwam er een vredesverdrag met de Sovjet-Unie tot stand. De Russen beloofden "nooit meer aanspraken te zullen maken" op Letland.
In 1920 kreeg Letland een radicaal democratische grondwet en werd de uitvoerende macht ondergeschikt gemaakt aan de wetgevende macht. De centristische Agrarische Unie (LZS) was in de periode 1920-34 de dominerende partij (gevolgd door de sociaaldemocraten). In 1920 werd er door middel van een landhervorming een einde gemaakt aan de dominerende rol van de Baltische-Duitsers.
De steeds elkaar opvolgende regeringen en de ontevredenheid leidde in 1934 tot de coup van Karlis Ulmanis die de titel Vadonis (=leider) aannam en wiens bewind een fascistisch karakter had. In 1936 werd Ulmanis president. Als gevolg van het Molotov-Ribbentrop pact kwam Letland binnen de Russische invloedssfeer te vallen. In 1939 werd de Letse regering gedwongen de regering van de Sovjet-Unie stationering van haar troepen op Lets grondgebied toe te staan. In juni 1940 zond de USSR Letland een ultimatum, dat de regering van Letland onmogelijk kon accepteren. Op 17 juni werd Letland door het Rode Leger bezet. Een nieuwe marionettenregering, geïnstalleerd in juli 1940, verzocht de Sovjet-Unie om Letland als Letse Socialistische Sovjetrepubliek op te nemen binnen het staatsverband van de USSR. Dit verzoek werd in augustus 1940 gehonoreerd.

### Sovjet-bezetting

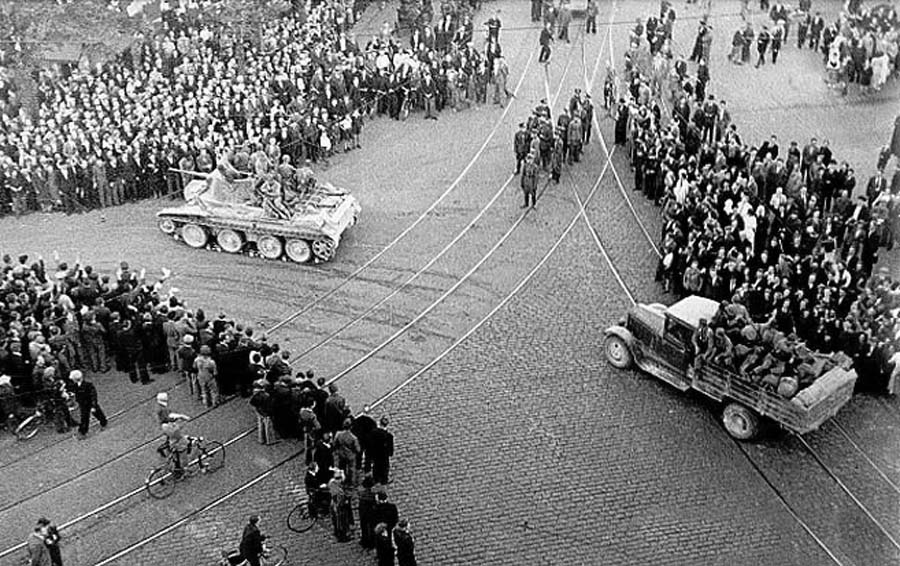
Het Rode Leger betreedt Riga in 1940

Nadat de Letse SSR onderdeel was geworden van de Sovjet-Unie werd het communistisch stelsel ingevoerd. Tot juni 1941 werden 35.000 Letten naar andere delen van de USSR gedeporteerd.
Op 23 juni 1941 werd de Letse SSR bezet door Nazi-Duitsland. Een Letse ondergrondse nationalistische beweging verklaarde Letland onafhankelijk, maar de Duitsers onderdrukten deze beweging. Tijdens de Duitse bezetting (1941-1944) werden er 90.000 Letse joden naar concentratiekampen gedeporteerd. Tussen juli 1944 en mei 1945 werd Letland door de Sovjets heroverd. Een door de Duitsers opgerichte tegenbeweging van Letse nationalisten werd door de Russen onderdrukt. Desondanks bleven Letse anti-communistische partizanen tot 1949 actief. Tot 1949 werden ruim 40.000 Letten naar Siberië getransporteerd (waarvan 10.000 onder de leeftijd van 16 jaar). Na de dood van Stalin in 1953 trad er een zekere liberalisatie in. Een groep van Letse nationaal-communisten onder leiding van de Letse vicepremier Eduards Berklavs begon met de Lettificatie van de Letse SSR en drong de invloed van de Russen terug. In juli 1959 werd Berklavs door Moskou afgezet en kwam er een einde aan de Lettificatie. De partijleiding werd vervangen door Moskou-gezinde communisten. Later keerde Berklavs vanuit zijn ballingsoord naar Letland terug en nam de leiding van een ondergrondse groep op zich die naar meer democratie streefde (1974).
Ten tijde van de perestrojka van Gorbatsjov, halverwege de jaren '80, kwamen er meer liberale communisten aan de macht in Letland, hoewel de partijtop zeer pro-Moskou-gezind bleef. In 1988 werd er door Letse nationalisten de Letse Nationale Onafhankelijkheidsbeweging (LNNK) opgericht die steeds meer aanhang kreeg.

### Onafhankelijkheid (1991-heden)
Op 4 mei 1990 riep de pro-onafhankelijkheidsregering van Ivars Godmanis de onafhankelijke republiek Letland uit. De in 1988 aangetreden partijsecretaris van de Letse Communistische Partij, Boris Pugo, werd in 1991 tot aftreden gedwongen. Op 21 augustus 1991 trad Letland uit de USSR en op 6 september 1991 werd deze onafhankelijkheid door het Kremlin erkend. Rusland beëindigde zijn militaire aanwezigheid door in 1994 zijn troepen terug te trekken en in 1998 het radarstation Skrunda-1 te sluiten.
De belangrijkste doelstellingen van Letland uit de jaren negentig, toetreding tot de NAVO en de Europese Unie, werden in 2004 bereikt.

## Geografie

### Fysieke kenmerken

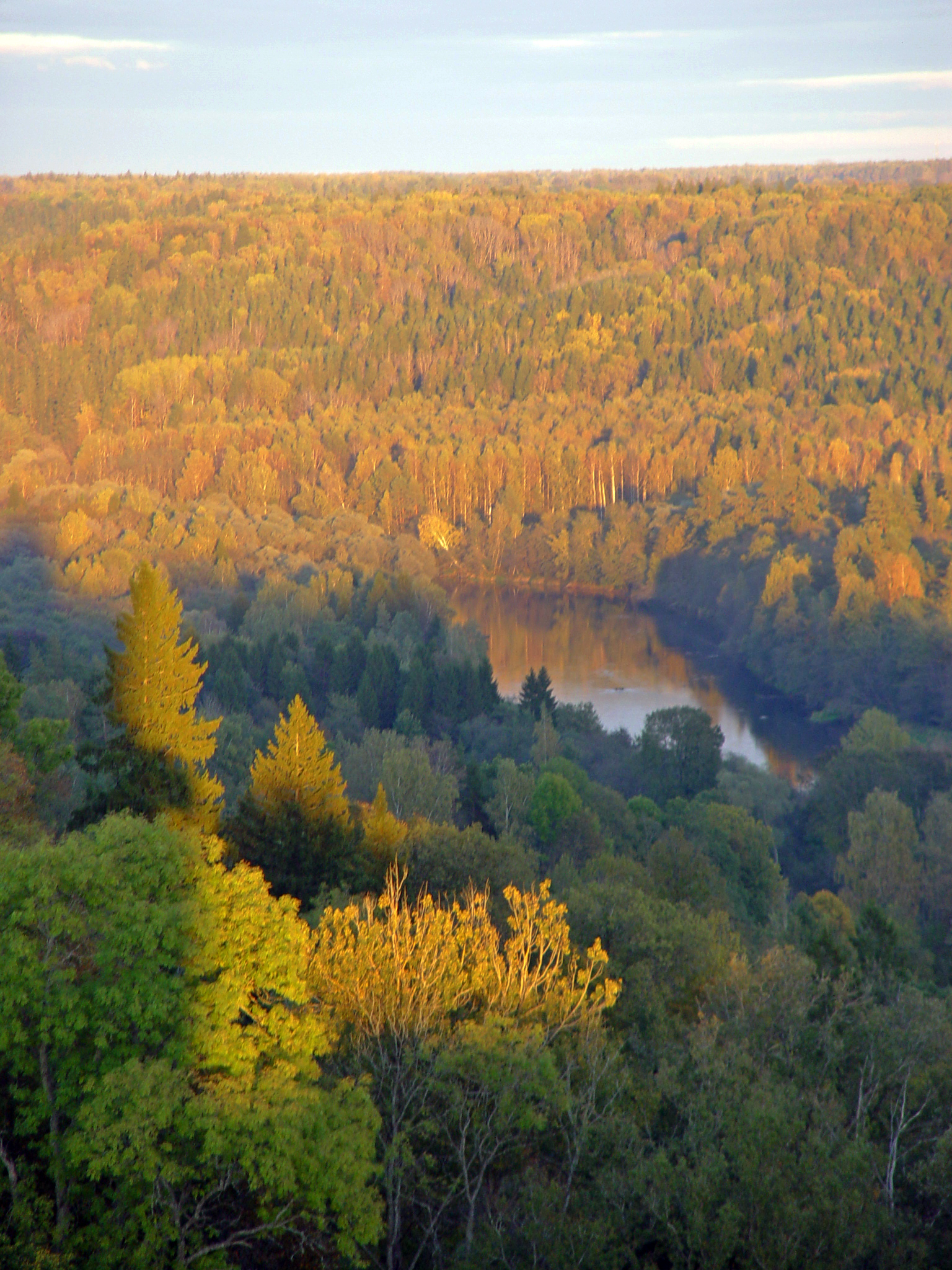
Een groot deel van Letland wordt bedekt door bossen, zoals hier in het Gaujadal

Letland ligt in Noord-Europa, aan de oevers van de Oostzee. Het heeft een oppervlakte van 64.589 km², waarvan 62.249 km² land en 2.340 km² water. De geografische coördinaten zijn 57°00'N, 25°00'E.
De Letse grens heeft een totale lengte van 1.862 km Daarvan wordt 494 km gevormd door de Baltische kustlijn, een natuurlijke grens. Over land heeft Letland een grens (met een lengte van 1.078 km) van 343 km met Estland, 292 km met Rusland, 171 km met Wit-Rusland en 576 km met Litouwen.)
Letland bestaat grotendeels uit laagland. Slechts een klein deel van het oppervlak bevindt zich meer dan 100 meter boven zeeniveau, en het hoogste punt, Gaiziņkalns, is 311,6 meter. Het grootste meer, Lubāns, heeft een oppervlakte van 80,7 km² en het diepste meer, Drīdzis, heeft een diepte van 65,1 meter. De Gauja is met een lengte van 452 km de langste rivier binnen Letland. De langste rivier stromend door Letland is de Westelijke Dvina (Lets: Daugava): van de 1.005 km bevindt zich 352 km binnen Letland.

### Regio's en streken
Letland is onderverdeeld in vijf planningsregio's:
- Riga (Rīga)
- Koerland (Kurzeme)
- Midden-Lijfland (Vidzeme)

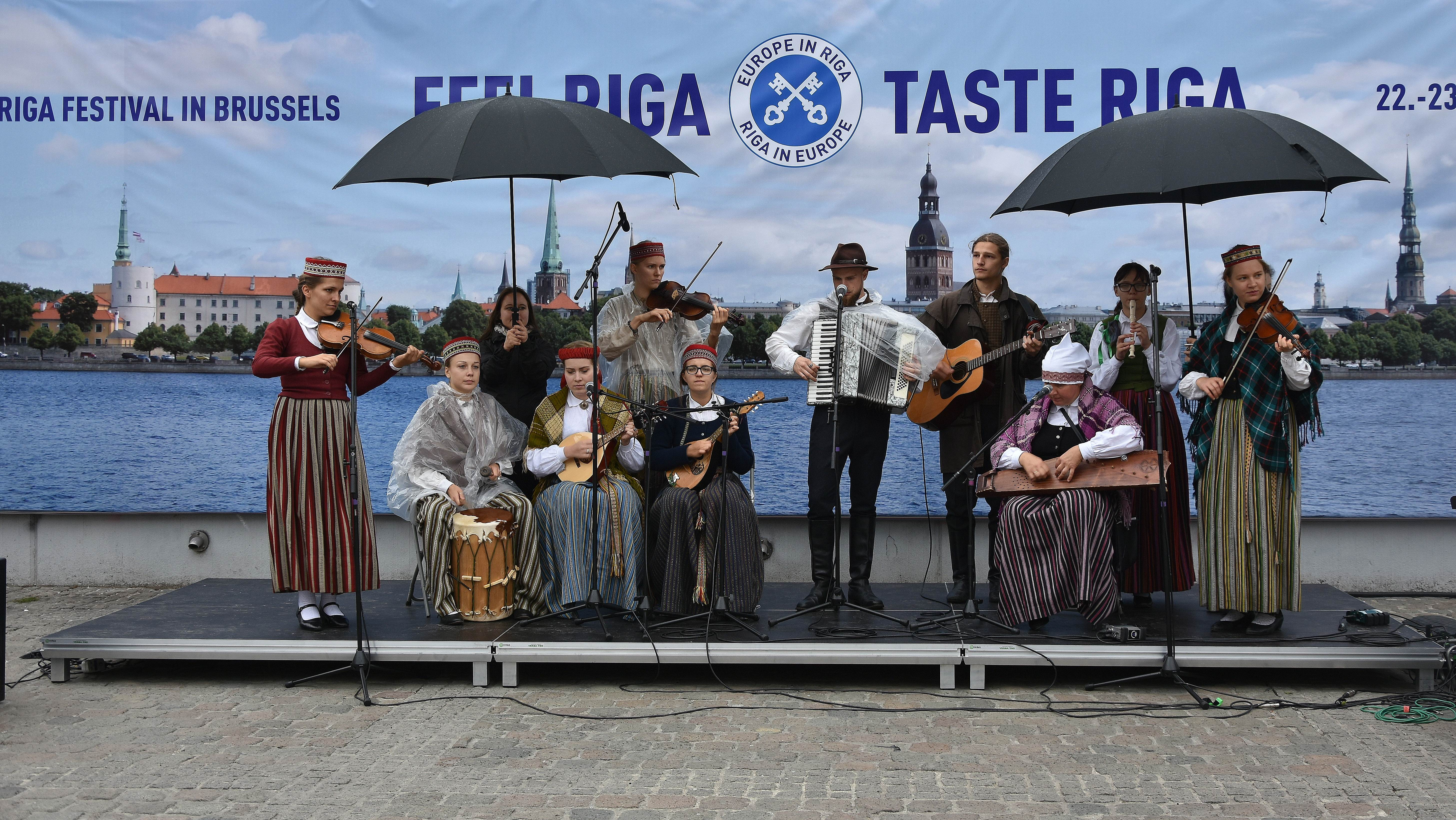
Rigafestival in Brussel

- Semgallen (Zemgale)
- Letgallen (Latgale)

Letland is onder te verdelen in vijf cultuur-historische streken:
- Koerland (Kurzeme)
- Midden-Lijfland (Vidzeme) dat historisch, samen met het huidige zuidelijk deel van Estland, Lijfland heette
- Semgallen (Zemgale)
- Letgallen (Latgale)
- Selië (Sēlija)

### Steden

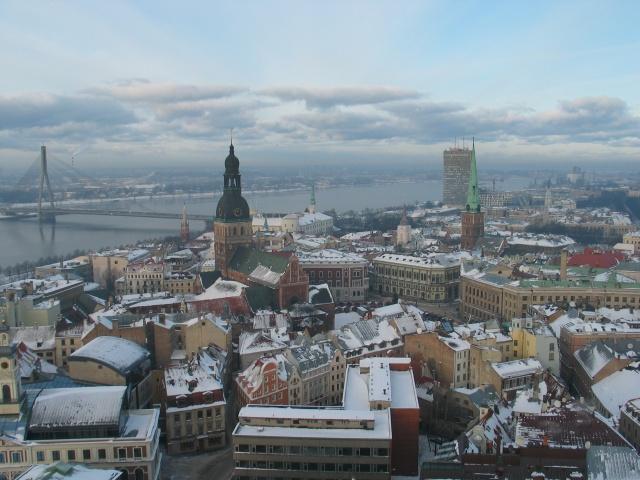
Riga is de grootste stad van Letland en de Baltische staten, en een van de grootste steden van Noord-Europa

Letland is een van de dunstbevolkte landen van de Europese Unie. Van de 77 steden in Letland hebben er slechts 23 steden 10.000 of meer inwoners. Van de Letse bevolking leeft 68% in een urbane omgeving en 32% in een rurale.
De hoofdstad, grootste stad en het politiek-economisch centrum van Letland is Riga. Met 702.891 inwoners is het tevens de grootste stad van de drie Baltische staten en een van de grootste steden in Noord-Europa. Meer dan een derde van de Letse bevolking is er woonachtig. De stad ligt aan de Golf van Riga en aan weerszijden van de Westelijke Dvina. De stad is gesticht in 1201 en was een Hanzestad. De historische binnenstad van Riga (Vecrīga) is UNESCO-Werelderfgoed, vanwege haar jugendstil/art nouveau en 19e-eeuwse houten architectuur. Samen met het Zweedse Umeå droeg Riga in 2014 de titel Culturele Hoofdstad van Europa. In de stad werden onder andere de NAVO-top van 2006, het Eurovisiesongfestival 2003 en het Wereldkampioenschap ijshockey 2006 gehouden. De Europese toezichthouder voor elektronische communicatie (BEREC) van de Europese Unie is gevestigd in Riga. De luchthaven van Riga is de grootste van de drie Baltische landen. Riga wordt gezien als een wereldstad.
Inwonersaantallen van de grootste steden zijn:
- Riga - 702.891[18]
- Daugavpils - 103.922 (historische naam: Dünaburg)
- Liepāja - 84.074 (Libau)
- Jelgava - 64.898 (Mitau)
- Jūrmala - 55.858 (Strand)
- Rēzekne - 35.074 (Rositten)
- Ventspils - 42.734 (Windau)

## Bevolking

### Bevolkingssamenstelling
|                   | 1935*   | 1935*   | 1959*   | 1959*   | 1989*   | 1989*   | 2010    | 2010    |
| ----------------- | ------- | ------- | ------- | ------- | ------- | ------- | ------- | ------- |
| Etnische herkomst | Aantal  | Procent | Aantal  | Procent | Aantal  | Procent | Aantal  | Procent |
| Letten            | 1.467,0 | 77,0    | 1.297,9 | 62,0    | 1.387,8 | 52,0    | 1.334,9 | 59,5    |
| Russen            | 168,3   | 8,8     | 556,4   | 26,6    | 905,5   | 34,0    | 616,4   | 27,5    |
| Joden             | 93,4    | 4,9     | 36,6    | 1,7     | 22,9    | 0,9     | 9,7     | 0,4     |
| Duitsers          | 62,1    | 3,3     | 1,6     | 0,1     | 3,8     | 0,1     | 4,5     | 0,2     |
| Polen             | 48,6    | 2,6     | 59,8    | 2,9     | 60,4    | 2,3     | 52,0    | 2,3     |
| Witrussen         | 26,8    | 1,4     | 61,6    | 2,9     | 119,7   | 4,5     | 79,7    | 3,5     |
| Litouwers         | 22,8    | 1,2     | 32,4    | 1,5     | 34,6    | 1,3     | 25,7    | 1,1     |
| Oekraïners        | 1,8     | 0,1     | 29,4    | 1,4     | 92,1    | 3,4     | 55,2    | 2,5     |
| Andere            | 15,1    | 0,7     | 10,7    | 0,9     | 39,5    | 1,8     | 66,8    | 3       |
| Totaal            | 1.905,9 | 100,0   | 2.086,4 | 100,0   | 2.666,6 | 100,0   | 2.306,4 | 100,0   |
| * Volkstelling    |         |         |         |         |         |         |         |         |

De Indo-Europese Baltische Letten zijn samen met de Fins-Oegrische Lijven, die in zuidelijk Lijfland deels overgingen op de Letse taal, de oorspronkelijke bevolkingsgroepen van Letland. Het aandeel niet-Letten is onder andere terug te voeren op een actieve politiek van Russificatie tijdens de Sovjetperiode. Mede door naoorlogse immigratie is het aandeel etnische Letten afgenomen van 77% in 1935 tot 52% in 1989 en 61,1% in 2011.
Behalve de grote Russische minderheid zijn er Wit-Russen, Polen, Oekraïners en Litouwers. Tot de kleinere minderheden behoren de Joden (0,3%), de Roma (0,3%), de Duitsers (0,1%) en de Esten (0,1%).

### Staatsburgerschap
Na de onafhankelijkheid in 1991 werd de Letse nationaliteit automatisch verleend aan inwoners van Letland die in 1940 al in Letland woonden, en aan hun directe afstammelingen. Personen die tijdens de Sovjet-bezetting in Letland waren komen wonen (in het kader van de russificatie) en hun nakomelingen konden alleen via naturalisatie na een inburgeringsexamen in de Letse taal het staatsburgerschap verkrijgen. Minder dan een kwart van de Russischtalige bevolking heeft het staatsburgerschap verkregen; het overig deel heeft slechts een permanente verblijfsvergunning. Veel Russen kunnen dus niet deelnemen aan de verkiezingen. De Russische minderheid vormt een aanzienlijk deel van de bevolking van de hoofdstad en in de zuidoostelijke districten, met name Daugavpils.

### Taal
Het Lets is de enige officiële taal van Letland. Het Lijfs is een bijna uitgestorven taal, die door de wet beschermd wordt. Ook het Letgaals, dat als een dialect van het Lets wordt beschouwd, wordt beschermd. Het Russisch is de tweede meest gesproken taal. In 2011 sprak 34% van de bevolking het thuis. Op 18 februari 2012 werd er een referendum gehouden om te kijken of het Russisch als tweede officiële taal erkend moest worden. 74,8% van de stemmen was tegen. In 2019 werd beslist om het Russisch op scholen af te bouwen zodat er enkel nog in het Lets onderwezen wordt.

## Politiek en bestuur

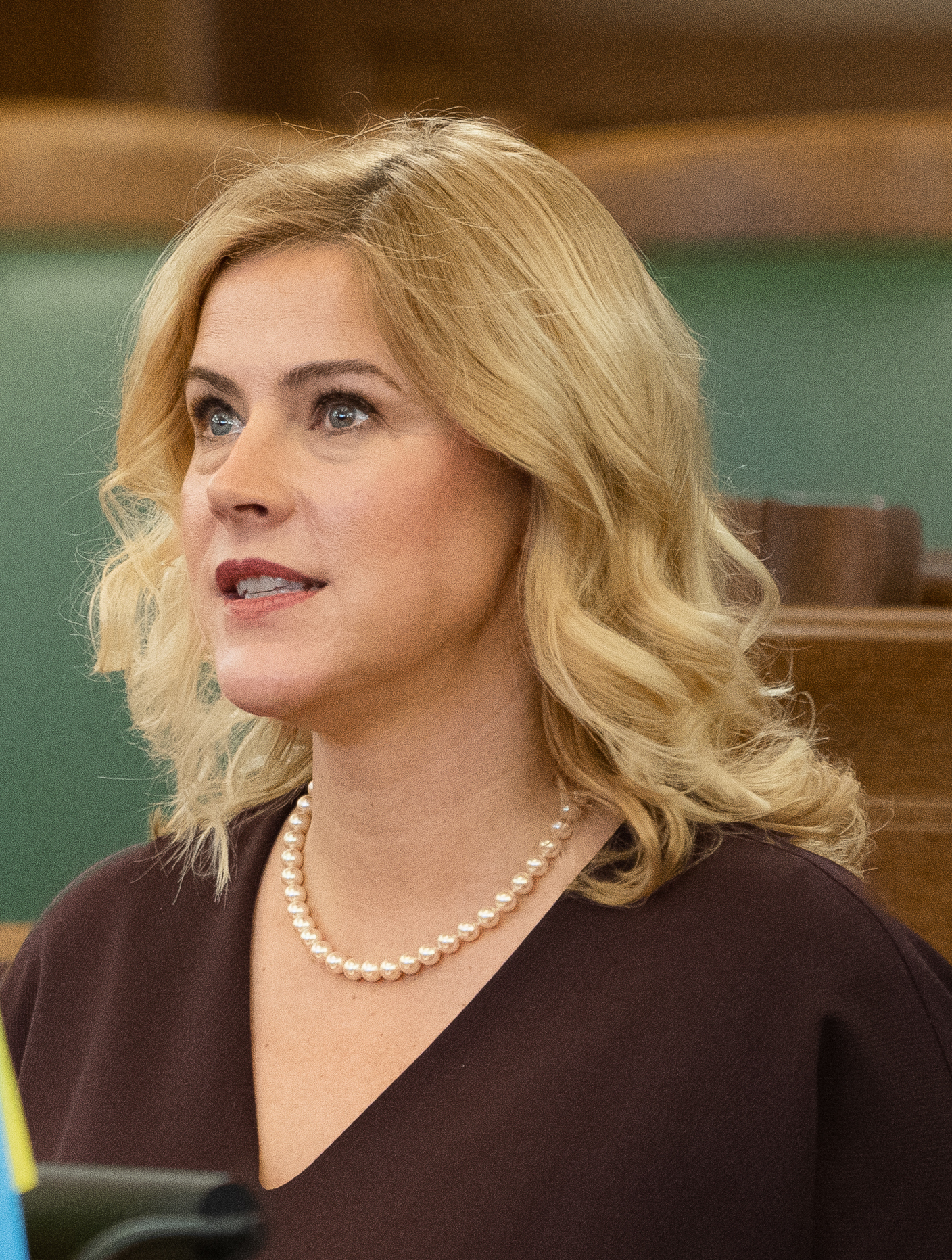
Premier Evika Siliņa

Letland kent een parlementaire democratie met als staatshoofd President Edgars Rinkēvičs sinds 2023. De Letse regering wordt gevormd door een coalitie. De regeringsleider is sinds september 2023 premier Evika Siliņa. De president wordt elke vier jaar gekozen door het parlement.
Het parlement in Letland wordt Saeima genoemd en bestaat uit één kamer met 100 leden. De 100 te verdelen zetels van het parlement worden elke vier jaar verkozen via directe verkiezingen op de eerste zaterdag van oktober, waarna het parlement de president kiest. Deze kiest vervolgens de premier. De uitvoerende macht berust bij de premier en de raad van ministers. De Saeima wordt gekozen voor een termijn van vier jaar. Er is een kiesdrempel van 5%.

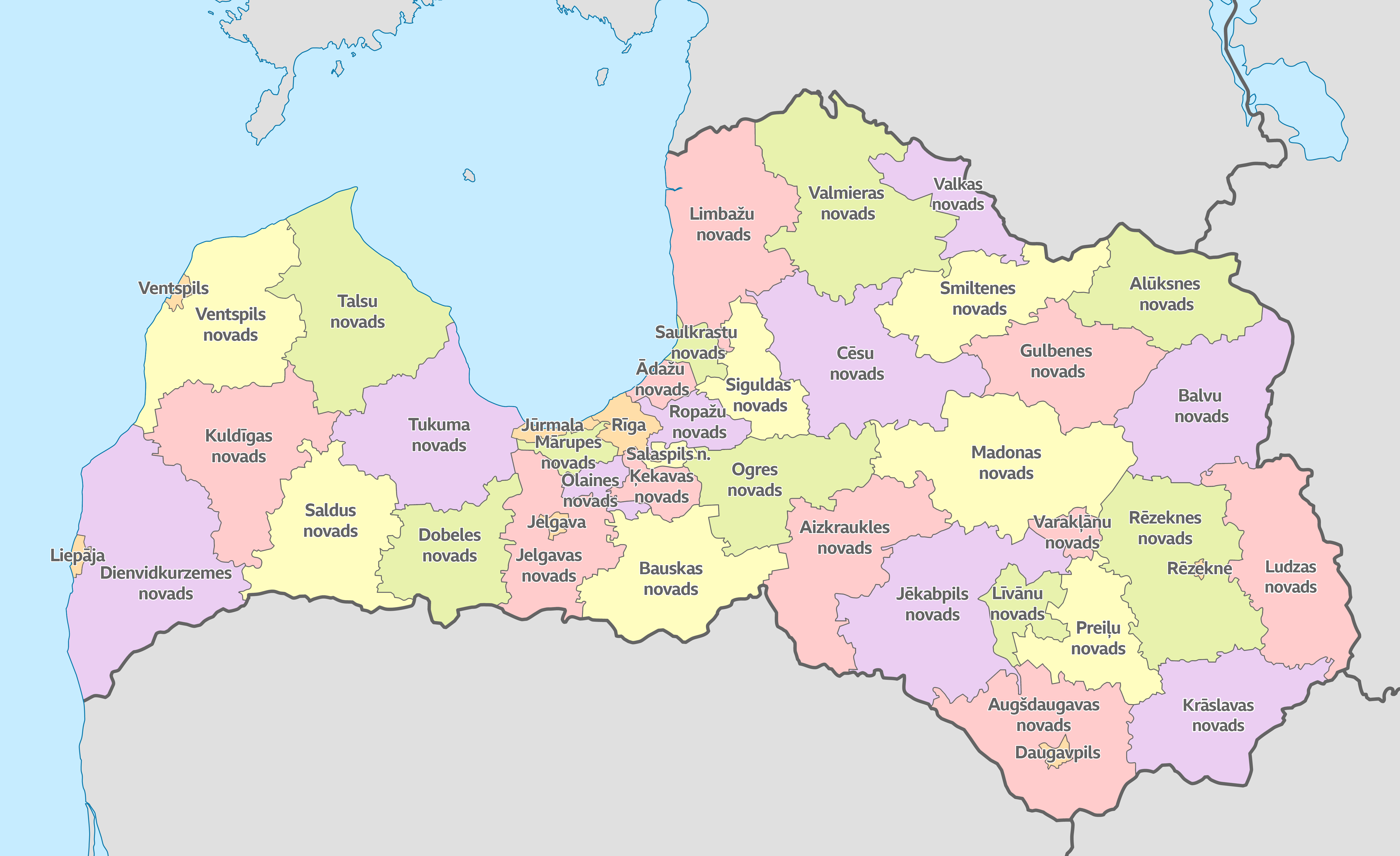
Bestuurlijke indeling van Letland

### Bestuurlijke indeling
Letland is sinds 1 juni 2021 ingedeeld in 43 gemeenten, bestaande uit 36 landelijke gemeenten (Lets: novadi, enkelvoud novads) en zeven staatssteden (valstspilsētas, enkelvoud valstspilsēta).
Op 1 juni 2021 oordeelde het Constitutioneel Hof van Letland dat de annexatie van de gemeente Varakļāni bij de gemeente Rēzekne ongrondwettelijk was. Als reactie besloot de Saeima het voortbestaan van de gemeente Varakļāni als 43e gemeente te behouden tot 2025. In juni 2024 besloot de Saeima dat de gemeente Varakļāni na de Letse gemeenteraadsverkiezingen van 2025 direct zou worden samengevoegd met de gemeente Madona.

## Economie
Per 1 januari 2014 is de euro het officiële betaalmiddel van Letland. Letland voldeed toen aan de gestelde criteria om de lats te vervangen door de euro: een lage inflatie en een begrotingstekort van 1,5%, wat ruim onder de 3%-norm ligt. De staatsschuld lag met 40% van het nationaal inkomen ook onder de Europese eis van 60%.
Vóór de kredietcrisis van 2007 kende Letland een sterke economische groei. De crisis zorgde er echter voor dat het land in een zware recessie terechtkwam, die grote besparingen en een interne devaluatie tot gevolg had. Letland kon daarbij aanspraak maken op internationale financiële steun ter waarde van 7,5 miljard euro van de Europese Unie en het Internationaal Monetair Fonds. Door deze steunmaatregelen is de Letse economie uit de recessie geklommen. De werkloosheid was begin 2014 echter nog steeds hoog.

## Openbaar vervoer
Er wordt sinds 2013 aan de Rail Baltica-lijn gewerkt, die Tallinn met Riga, Litouwen en Warschau gaat verbinden in 2026.